# CEERS-93316

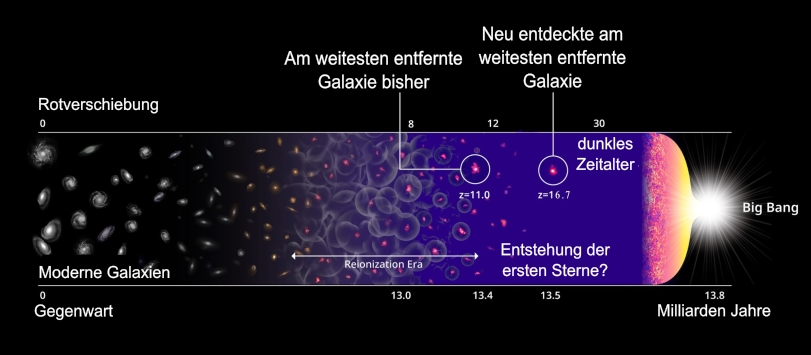
Entwicklung des Universums in logarithmischer Darstellung mit Kandidaten frühester Galaxien, CEERS-93316 bei z=16,7

CEERS-93316 ist ein astronomisches Objekt mit einer Rotverschiebung von z = 16,7, das im Juli 2022 mit der NIRCam des James-Webb-Weltraumteleskops im Rahmen des Beobachtungsprogramms Cosmic Evolution Early Release Science Survey (CEERS) entdeckt wurde. Es wird vermutet, dass es sich um eine Galaxie handelt. In diesem Fall wäre sie derzeit eine der ältesten jemals entdeckten Galaxien im beobachtbaren Universum und wäre nur rund 250 Millionen Jahre nach dem Urknall entstanden. Die Berechnung wurde allerdings im März 2023 auf z = 4,9 korrigiert.

## Entdeckung und Beschreibung
CEERS-93316 wurde zusammen mit 55 anderen Objekten mit hoher Rotverschiebung von einer Gruppe von Astronomen um Callum Thomas Donnan von der University of Edinburgh entdeckt.
Das Objekt befindet sich im Sternbild Bärenhüter. Das von ihm ausgesandte Licht legte nach der ursprünglichen Berechnung eine Entfernung von 13,6 Milliarden Lichtjahren bis zum James-Webb-Weltraumteleskop zurück. Aufgrund der Ausdehnung des Universums wäre eine derartige Galaxie gegenwärtig rund 35 Milliarden Lichtjahre von uns entfernt. Nach der Korrektur ist der Lichtweg lediglich 12,6 Milliarden Lichtjahre und die heutige Entfernung 25,7 Milliarden Lichtjahre.